# Contea di Albany (Wyoming)
La contea di Albany, in inglese Albany County, si trova in Wyoming. Il suo capoluogo amministrativo è Laramie ed è sede dell'Università del Wyoming.

## Geografia fisica
La contea ha un'area di 11.160 km² di cui lo 0,84% è coperto d'acqua. La contea si colloca in un territorio arido, le Laramie Plains, che terminano a ovest dove si errgono le montagne Medicine Bow, l'estensione settentrionale delle Rocky Mountains. A est si trovano invece le Laramie Mountains.
I centri principali sono Laramie, Rock River e Centennial.

### Contee confinanti
- Contea di Converse - nord
- Contea di Platte - est
- Contea di Laramie - est
- Contea di Larimer (Colorado) - sud
- Contea di Jackson (Colorado) - sudovest
- Contea di Carbon - ovest

## Storia
La contea fu creata nel 1868. Fu chiamata così da Charles D. Bradley in onore della capitale del suo Stato, lo Stato di New York, Albany.

## Comuni

### City
- Laramie

### Town
- Rock River

### Census-designated places
- Albany
- Centennial
- Fox Park
- Woods Landing-Jelm